# Jost Van Dyke
Nagyjából 8 km²-es területével Jost Van Dyke a Karib-tenger és az Atlanti-óceán határán elterülő Virgin-szigetek északi részén fekvő Brit Virgin-szigetek négy fő szigete közül a legkisebb. Jost Van Dyke Tortolától mintegy 8 km-re északnyugatra és az Amerikai Virgin-szigetek Saint John szigetétől 8 km-re északra fekszik. Little Jost Van Dyke sziget tőle keletre található.
A környező szigetekhez hasonlóan vulkanikus eredetű, hegyekkel tarkított. Legmagasabb pontja a Majohnny Hill 321 méter magas.

## Története
A szóbeszéd ellenére nincs bizonyíték arra az állításra, hogy a sziget a 17. századi holland privatérről, Joost van Dykról kapta a nevét, aki a fáma szerint az itteni kikötőket használta rejtekhelyként. Hogy ki lehetett Jost Van Dyke névadója, továbbra is rejtély övezi.
Bár az angolok már 1672-ben megvetették lábukat a Brit Virgin-szigeteken, Jost Van Dyke-ról egészen a 18. század közepéig nem vettek tudomást. A John Walton kapitány által 1717-ben készült térképeken még sem Jost Van Dyke, sem Little Jost Van Dyke nem szerepel.
A Great Harbour felett húzódó hegygerincen található cukornád-feldolgozó romjai régészeti bizonyítékát adják az egykori, valószínűleg nem túl jelentős cukornádtermesztésnek és -feldolgozásnak.
A szigeten 1815-ben 0,57 km²-en termesztettek gyapotot, az éves termelés 21 000 font (közel 9,5 tonna) volt. A lakosok száma akkoriban 428 volt (25 fehér, 32 szabad színes bőrű és 371 rabszolga). 1825-re a gyapottermelés 17 000 fontra csökkent, miközben a lakosok száma 506-ra nőtt (34 fehér, 76 szabad színes bőrű és 397 rabszolga).
A 18. század során a környező többi szigethez hasonlóan Jost van Dyke-on és a Brit Virgin-szigeteken fokozatos és visszafordíthatatlan gazdasági hanyatlás ment végbe. Érdekes módon, Jost Van Dyke lélekszáma a hanyatlás ellenére folyamatosan növekedett, valószínűleg a Brit Virgin-szigeteken 1838-ban történt rabszolga-felszabadítás következtében, mely szabad mozgást engedélyezett a korábbi rabszolgáknak. Ezután számos szigetlakó keresett munkát a Royal Mail Steam Packet Company Saint Thomas szigetén található szénrakodóiban. A lakók száma 1853-ra elérte az 1235-öt, közülük 196-an még abban az évben meghaltak kolerajárvány következtében.
A rabszolga-felszabadítástól kezdve Jost Van Dyke lakói elsősorban halászatból és a létfenntartáshoz szükséges mezőgazdaságból éltek. A szénégetést még az ültetvényes időszakban kezdték űzni, mivel a cukorgyártáshoz és rumdesztilláláshoz erős tűzre volt szükség. A rabszolga-felszabadítást követően a faszénkészítés a Brit Virgin-szigetek legfontosabb iparágává vált. Az 1920-as és az 1960-as évek között a becslések szerint 20 000 tonna faszenet exportáltak az Amerikai Virgin-szigetekre. A szigetlakók csoportosan, egyfajta társadalmi eseményként építették (és építik időnként ma is) a szénégető gödröket. Az asszonyok a tüzet gyakran használták sütésre is, a férfiak pedig társasjátékokkal játszottak.
A tenger mindig nagyon fontos szerepet játszott a sziget lakóinak életében. A sziget halászfaluként jutott újra gazdasági szerephez. A szomszédos szigetekkel való kereskedelem és kapcsolattartás iránti igény serkentette a hajózás kialakulását. Virágzásnak indult a vitorlázás, a halászat, és a csónaképítés. A Tortola Boat-nak nevezett kisméretű, helyben készült vitorlásokat egészen az 1960-as évekig készítették, amíg a motoros vízi járművek át nem vették a szerepüket.

## Lakosság, turizmus

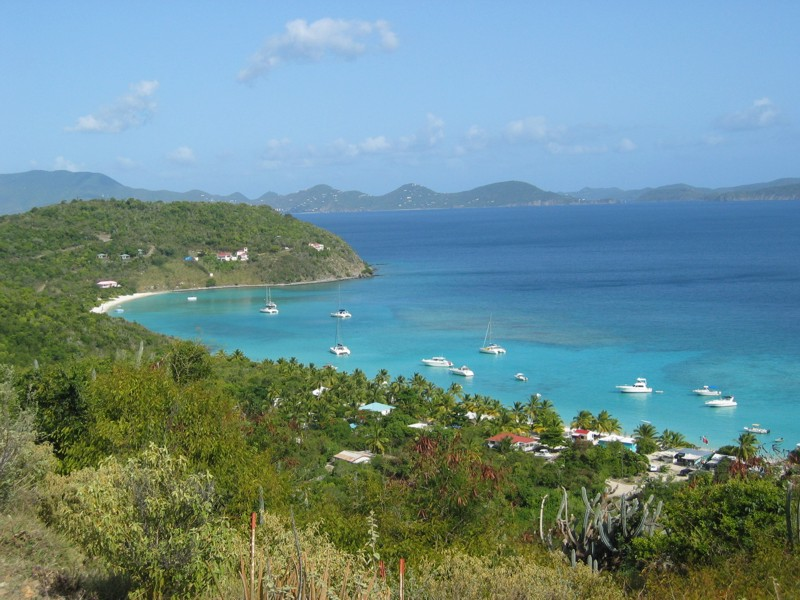
Kilátás a White Bay-re

Jelenleg néhány száz lakó él Jost Van Dyke-on. A hivatalos népességszám 1991-ben 140 volt, azonban az elektromos áram és a burkolt utak megjelenésével az 1990-es évek végétől az itt élők száma növekedésnek indult. 2008-ban a lakók hivatalos száma 297 volt (bár sokak szerint ez a kormány által publikált adat túl magas, szerintük sok olyan személy is szerepel benne, akik valójában St Thomason élnek). Az átlagéletkor alacsony: a lakók csaknem fele (46%) 35 év alatti és csaknem 70%-uk fiatalabb 50 évesnél.
Jost Van Dyke-ot sok turista látogatja. A sziget magánhajókkal, vagy a Tortoláról illetve Saint Thomasról közlekedő komppal érhető el.
A legnépszerűbb úticél a Great Harbor, mely a Brit Virgin-szigetek egyik legforgalmasabb kikötője. 2008-ban csaknem 7000 csónak és hajó kért itt kikötési engedélyt. Napjainkban a turizmus, elsősorban a jachtturizmus a gazdaság motorja. A közeli White Bay-ben található a Soggy Dollar (Nyirkos Dollár) nevű bár, mely állítólag a népszerű Painkiller (fájdalomcsillapító) koktél keletkezési helye. A bár neve találó, mivel amikor épült, még nem volt sem idevezető út, sem kikötőhely itt, ezért a csónakokon érkezők egyszerűen kiúsztak a partra és a vizes dollárjukkal fizettek.

## Oktatás
A Brit Virgin-szigetek kormánya számos állami iskolát működtet. Jost Van Dyke lakói a Jost Van Dyke Primary School-t veszik igénybe, mely általános és középiskolai oktatást is nyújt. A 2011-es állapot szerint a tanulók az általános iskolai tanulmányok után két évig a sziget középiskolájába járnak, majd a további középiskolai tanulmányaikhoz a BVI legnagyobb szigetén, Tortolán található Elmore Stoutt High School-ba ingáznak naponta komppal.

## Fordítás
- Ez a szócikk részben vagy egészben  a   Jost Van Dyke című angol Wikipédia-szócikk ezen változatának fordításán alapul.  Az eredeti cikk szerkesztőit annak laptörténete sorolja fel. Ez a jelzés csupán a megfogalmazás eredetét és a szerzői jogokat jelzi, nem szolgál a cikkben szereplő információk forrásmegjelöléseként.